# Harpiniopsis spaercki
Harpiniopsis spaercki is een vlokreeftensoort uit de familie van de Phoxocephalidae. De wetenschappelijke naam van de soort is voor het eerst geldig gepubliceerd in 1959 door Dahl.